# Davide Marranchelli
Davide Marranchelli (Cantù, 6 novembre 1982) è un regista e attore teatrale italiano.

## Biografia
Diplomato al liceo scientifico Paolo Giovio di Como, si è laureato in Scienze dei beni culturali presso l'Università degli Studi di Milano. La sua formazione teatrale parte dal corso per attori nella Civica Scuola di Teatro Paolo Grassi, proseguendo con: Kuniaki Ida, Gabriele Vacis, Ambra D’Amico, Elisabeth Boeke, Emanuele De Checchi, César Brie, Laura Curino, Serena Sinigaglia e Leo Muscato.
Attivo come attore di prosa, si è orientato sempre di più verso la regia teatrale. Ha partecipato come assistente alla regia a numerose produzioni, in particolare d'opera lirica presso il Teatro Sociale di Como.
Nel 2010 ha fondato con Marco Continanza, Ivana Franceschini e Arianna Pollini, la compagnia teatrale Mumble Teatro, registrata come associazione dal 2021, di cui dal 2011 è direttore artistico e regista.
Collabora da molti anni con il Teatro Sociale di Como e AsLiCo in qualità di formatore e educatore, organizzando progetti che mirano a divulgare le diverse arti teatrali (opera, musica, danza e prosa), tra i quali Teatro Sociale Channel.

## Opere

### Regia

#### Prosa
- Figurini di Davide Marranchelli a Teatro Città Murata/Mumble Teatro (2018)
- Così lontano, così Ticino di Davide Marranchelli, produzione Mumble Teatro (2018)
- I fisici di Friedrich Dürrenmatt, produzione Mumble Teatro (2021)
- Romeo e Giulietta di William Shakespeare, in collaborazione con Simone Severgnini, produzione Mumble Teatro/Giardino delle ore (2021)
- Pene d'amor perdute di William Shakespeare, in collaborazione con Simone Severgnini, produzione Mumble Teatro/Giardino delle ore (2022)
- Almost an evening - Quasi una serata di Ethan Coen, produzione Mumble Teatro/Teatro San Teodoro di Cantù (2022)

#### Lirica
- Il barbiere di Siviglia di Gioachino Rossini Teatro Sociale di Como (2017)
- Carmen Show tratto da Carmen di Georges Bizet, drammaturgia di Davide Marranchelli al Teatro Sociale di Como (2018)
- L'elisir d'amore di Gaetano Donizetti al Teatro Sociale di Como (2019)
- Don Gaetano - A speed date with con musiche di Gaetano Donizetti e drammaturgia di Davide Marranchelli a Bergamo (2019)
- Le nozze in villa di Gaetano Donizetti al Teatro Donizetti di Bergamo in collaborazione con Elio e le storie tese (2020)
- Nozze istriane di Antonio Smareglia al Festival Illica di Castell'Arquato (2023)

### Attore
- La barca dei comici di Carlo Goldoni con la regia di Stefano de Luca al Piccolo Teatro di Milano (2016)
- Almost an evening - Quasi una serata di Ethan Coen, produzione Mumble Teatro/Teatro San Teodoro di Cantù (2022)